# لورين توم
لورين توم (من مواليد 4 أغسطس 1961) هي ممثلة أمريكية. بدأت حياتها المهنية على المسرح، وحصلت على جائزة أوبي [الإنجليزية] . من أشهر أفلامها فيم ذا جوي لاك كلوب (1993). اشتهرت على شاشة التلفزيون بأدوارها في المسلسل الكوميدي فريندز (1995–1996) الذي عرض على قناة إن بي سي، وسلسلة مين إن تريز (2006–2008) وجراس آندر فاير (1997–1998).

## وصلات خارجية
- لورين توم على موقع IMDb (الإنجليزية)
- لورين توم على موقع ميتاكريتيك (الإنجليزية)
- لورين توم على موقع قاعدة بيانات الأفلام العربية
- لورين توم على موقع ألو سيني (الفرنسية)
- لورين توم على موقع ميوزك برينز (الإنجليزية)
- لورين توم على موقع أول موفي (الإنجليزية)
- لورين توم على موقع قاعدة بيانات برودواي على الإنترنت (الإنجليزية)
- لورين توم على موقع قاعدة بيانات الأفلام السويدية (السويدية)
- لورين توم على موقع إن إن دي بي (الإنجليزية)
- لورين توم على موقع قاعدة بيانات الفيلم (الإنجليزية)